# Los verdes (historieta)
Los verdes es una historieta publicada en 1997 del dibujante de cómics español Francisco Ibáñez perteneciente a la serie Mortadelo y Filemón. Como ya había hecho anteriormente en La cochinadita nuclear y ¡Desastre!, el autor vuelve a tratar el tema del calentamiento global.

## Trayectoria editorial
Publicada en 1997 en el n.º 72 de Magos del Humor y más tarde en el n.º 142 de la Colección Olé.

## Sinopsis
Los verdes son una organización ecologista que ama a la naturaleza y se manifiesta para que esta sea respetada. Pero un terrorista del A.J.O. (A Jorobar Osamentas) se infiltra en las manifestaciones de los verdes y aprovecha la ocasión para descalabrar a la policía. Mortadelo y Filemón se encargarán de descubrirlo y detenerlo.